# SimCity 4: Rush Hour
SimCity 4: Rush Hour là một bản mở rộng dành cho SimCity 4 được tạo bởi hãng EA Games và Maxis, chính thức phát hành vào năm 2003 cho PC và năm 2004 cho Mac.

## Tính năng mới

### Chế độ Thị trưởng
Khi bắt đầu một thành phố mới, có ba cấp độ khó với số tiền khởi đầu khác nhau, trái với số tiền duy nhất trong bản gốc SimCity 4. Các khu vực mới cũng được thêm vào chẳng hạn như New York và San Francisco.

### Hướng dẫn
Thay vì chỉ có một hướng dẫn duy nhất, Rush Hour lại bao gồm 5 phần hướng dẫn riêng biệt nhằm giúp người chơi học hỏi cách điều khiển trong game. Nó bao gồm phần hướng dẫn "Getting Started" cho người chơi hiểu rõ về phân vùng cơ bản và các công cụ xây dựng, phần hướng dẫn "Terraforming" chỉ cho người chơi về cách sử dụng các công cụ cải tạo địa hình trong mục god mode, phần hướng dẫn "Making Money" giúp người chơi tìm hiểu làm thế nào để quản lý ngân sách của mình, phần hướng dẫn "Big City" cho thấy làm thế nào để cải thiện tính khả dụng và giá trị đất tại một thành phố lớn, và cuối cùng là phần hướng dẫn "Rush Hour" chỉ cho người chơi về cách sử dụng tất cả các công cụ mới về hạ tầng giao thông đã được bổ sung vào trong bản mở rộng này.

### U-Drive-It
U-Drive-It là một tiện ích mới được thêm vào Rush Hour, cho phép người chơi điều khiển ô tô, máy bay, tàu thuyền và nhiều hình thức giao thông khác và lái đi thăm thú quanh thành phố. Có hai chế độ lái: Scenario Mode, đưa ra một khoảng thời gian giới hạn để người chơi hoàn thành nhiệm vụ và nhận tiền thưởng hoặc trao giải, hay Free Drive, cho phép người chơi lái tự do. Nếu phương tiện bị hư hại quá mức (do va chạm các loại phương tiện khác hay đi ngang qua mặt nước), nó sẽ bốc cháy dữ dội rồi phát nổ. Điều này được thể hiện bằng một viên kim cương có màu nằm phía trên phương tiện mà trong game gọi là "plumbob" (giống như trong The Sims) có thể chuyển từ màu xanh lá cây sang màu đỏ đại diện cho trạng thái hiện tại của phương tiện giao thông. Một vài phương tiện có những tính năng riêng lẻ, chẳng hạn như còi báo động của cảnh sát trên xe cảnh sát hoặc khả năng gây thiệt hại khu vực trong thành phố bằng các loại đạn dược từ các phương tiện như xe tăng, máy bay trực thăng và máy bay phản lực. Ngoài ra, một số loại tàu thuyền còn có thể quăng lưới cá hoặc kéo tàu thuyền khác tới nơi an toàn. GameSpot đã coi phần U-Drive-It này có liên quan đến tựa game Streets of SimCity, và cho là tính năng này bao gồm một mô hình vật lý được tăng cường dựa trên mô hình của trò SimCopter. Tuy nhiên, trong lúc Streets of SimCity và SimCopter có thể luân chuyển sang góc nhìn thứ nhất và thứ ba, U-Drive-It chỉ có mỗi góc nhìn thứ ba.

### Đường phố và xa lộ
Phần bổ sung mới nhất cho mảng đường sá là đường một chiều và xa lộ. Đường một chiều có cùng kích cỡ với đường bình thường chỉ có thể di chuyển theo một hướng, trong khi xa lộ hai chiều 4 làn xe (2 làn mỗi hướng) có cùng kích cỡ như đường cao tốc, với vài cây bụi nằm ở dải phân cách chính giữa (được nhận dạng bởi sự giàu sang của các tòa nhà trên con đường). Xa lộ có công suất thấp hơn đường cao tốc nhưng có thể tiếp cận dễ dàng hơn và cho phép các công trình được đặt gần sát làn đường. Xa lộ vốn đã xuất hiện trong phiên bản tiền nhiệm của SimCity 4 là SimCity 3000, bằng cách xây dựng hai con đường song song với nhau, tuy nhiên chúng không có mặt trong bản gốc SimCity 4. Tuyến đường cao tốc mặt đất cũng là một bổ sung mới, rẻ hơn nhưng gây khó chịu hơn là đường cao tốc trên cao, nhưng vẫn mang công suất như nhau và có thể kết nối với đường phố theo cùng một cách. Giao lộ chữ T dành cho đường cao tốc cũng được thêm vào trong game. Một bổ sung khác là trạm thu phí có thể được đặt trên đường thường, đường cao tốc, hoặc đường xa lộ để kiếm thêm tiền bổ sung cho ngân sách thành phố của người chơi. Tuy nhiên, chúng có thể làm trầm trọng thêm tình trạng tắc nghẽn giao thông và hạ thấp mức tín nhiệm thị trưởng của người chơi, do vậy chỉ khi tình trạng tài chính thành phố eo hẹp thì mới cần phải xây loại công trình này.

### Giao thông công cộng
Rush Hour có những thay đổi chính trong phần giao thông công cộng. Chẳng hạn như có thêm loại hình giao thông mới là monorail (tàu điện một ray), với đường ray chạy trên mặt đất, được đưa vào trong các khu vực giao thông có mật độ cao. Không giống như đối tác tương tự của nó, đường sắt trên mặt đất (đường sắt trên cao gọi là Elevated Rail), monorail trông hiện đại và chạy nhanh hơn nhiều, và cũng có thể được xây dựng trên các tuyến đường bộ, đường cao tốc, đại lộ, đường phố và đường sắt, giống như đường cao tốc trên cao. Đường sắt trên cao thì lại rẻ hơn monorail và có thể kết nối với hệ thống tàu điện ngầm của thành phố. Bên cạnh đó, game còn giới thiệu loại hình bãi đậu xe công cộng, có thể đặt gần trạm và bến xe buýt nhằm tạo ra một hệ thống "park and ride" (khu nhà chờ có kết hợp bãi đỗ xe).

### Giao thông đường thủy
Hệ thống phà được giới thiệu như là sự thay đổi duy nhất đối với phần vận chuyển đường thủy. Hệ thống phà có hai loại: Passenger, chỉ dành chở khách, và Car and Passenger, dành chở người và xe. Mạng lưới phà cho phép kết nối các khu vực của một thành phố bị sông nước chia tách mà không phải chịu chi phí để xây dựng nên một cây cầu hay đường hầm.

### Truy vấn tuyến đường
Một tính năng mới khác trong Rush Hour là truy vấn tuyến đường; dùng để kiểm tra các tuyến đường mà Sims sử dụng để tới chỗ làm của mình, cho phép người chơi xem trực tiếp nơi Sims cần phải đi và họ làm điều đó như thế nào. Nó cũng cho phép người chơi kiểm tra số lượng ô tô đi trên từng tuyến đường để xác định những con đường nào bị tắc nghẽn nhất. Bằng cách này, người chơi có thể tìm ra nơi đặt các trạm vận chuyển công cộng mang tính chiến lược.

### Thảm họa
Hai thảm họa mới được thêm vào trong bản này là UFO tấn công và Autosaurus Wrecks. UFO tấn công sẽ triệu hồi một chiếc tàu mẹ bắn phá tàn khốc và tung ra các tàu nhỏ hơn. Autosaurus Wrecks là một con quái vật robot được làm bằng các phương tiện giao thông đường bộ, có sự tương đồng với MechaGodzilla. Autosaurus sẽ đi càn quét khắp nơi rồi sau cùng tự kích nổ gây thiệt hại nặng cho thành phố của người chơi.

## Âm nhạc
Các nhà soạn nhạc Jerry Martin, Andy Brick và nhạc trưởng Petr Pololanik đã làm việc với dàn nhạc giao hưởng 70 người Moravian Philharmonic Orchestra để ghi âm năm bản nhạc dành cho soundtrack tại Olomouc, Cộng hòa Séc. Phần còn lại của bản soundtrack được sáng tác bởi Martin, cũng như The Humble Brothers, Walt Szalva, và Edwin Dolinski. EA Games được quyền tự do lưu trữ bản soundtrack cho việc download.

## Đón nhận
Giới phê bình đã đón nhận bản mở rộng này khá tốt, nhưng một số đã chỉ trích EA Games và Maxis vì không bao gồm các tính năng bổ sung trong phiên bản gốc của SimCity 4. Tuy vậy, trò chơi vẫn được trao tổng cộng số điểm 79 tại trang MetaCritic.